# Cantone di Briouze
Il Cantone di Briouze era una divisione amministrativa dell'Arrondissement di Argentan.
È stato soppresso a seguito della riforma complessiva dei cantoni del 2014, che è entrata in vigore con le elezioni dipartimentali del 2015.
Comprendeva i comuni di:
- Briouze
- Craménil
- Faverolles
- Le Grais
- La Lande-de-Lougé
- Lignou
- Lougé-sur-Maire
- Le Ménil-de-Briouze
- Montreuil-au-Houlme
- Pointel
- Saint-André-de-Briouze
- Sainte-Opportune
- Saint-Georges-d'Annebecq
- Saint-Hilaire-de-Briouze
- Les Yveteaux